# Saint-Pardoux-L'Enfantier
Saint-Pardoux-L'Enfantier era una comuna francesa que estaba situada en el departamento de Corrèze, de la región de Nueva Aquitania, que entre 1790 y 1794 se fusionó con la comuna de Corbier, formando la nueva comuna de Saint-Pardoux-Corbier.

## Demografía
En el momento de su fusión contaba con 861 habitantes.